# Красноярка (Бугурусланский район)
Красноярка — село в Бугурусланском районе Оренбургской области в составе Завьяловского сельсовета.

## География
Находится на расстоянии примерно 5 километров по прямой на юго-восток от центра  города Бугуруслан.

## История
Село обрело свой статус в 1857 году после постройки Михаило-Архангельской церкви.

## Население
Население составляло 527 человек в 2002 году (русские 88%), 516 по переписи 2010 года.